# 北大阪ほうせんか病院
北大阪ほうせんか病院（きたおおさかほうせんかびょういん）は、医療法人成和会が大阪府茨木市室山に設置する病院。

## 概要
救急告示病院で、急性期一般病棟145床・回復期リハビリテーション病棟85床・療養病棟50床、計280床
2019年（令和元年）度より、それまでの北大阪警察病院から現行の名称に変更した。
なお、2021年（令和3年）より、新型コロナウイルス（COVID-19）対応病棟「ほうせんか新型コロナウイルス感染症病棟　HOUSENKA　COVID-19 UNIT」を新設。
開設当初の病床数は48床で、軽症・中等症向け。
現在は2度の増床を経て、73床で運営している。
2021年（令和3年）2月26日から運用を開始している。建物は急性期病棟と回復期・療養病棟とで2つに分かれており、渡り廊下でつながっている。うち急性期一般病棟145床部分を全てCOVID-19専用として開放するために、ゾーニング工事を行いリニューアルした。民間病院としては異例のCOVID-19患者の大規模な受け入れで、かつ1月中旬の決定から開設までわずか43日間で実現した。

## 診療科
（この節の出典）
- 内科
- 循環器内科
- 消化器外科
- 外科
- 整形外科
- 脳神経外科
- 神経内科
- 精神科
- 心療内科
- 眼科
- 耳鼻咽喉科
- 泌尿器科
- 放射線科
- リハビリテーション科
- 歯科口腔外科
- コロナウイルス感染症病棟

## 医療機関の認定
（この節の出典）
- 保険医療機関
- 労災保険指定病院
- 生活保護法指定病院（中国残留邦人等の円滑な帰国の促進並びに永住帰国した中国残留邦人等及び特定配偶者の自立の支援に関する法律（平成6年法律第30号）に基づく指定医療機関を含む。）
- 原子爆弾被害者一般疾病医療取扱病院
- 指定自立支援医療機関（精神通院医療）

## 交通アクセス
- JR京都線「茨木駅」・阪急京都本線「茨木市駅」・大阪モノレール彩都線「豊川駅」より無料送迎バスを運行している。

## 周辺
- 青松塚古墳
- 茨木市立豊川中学校
- 大阪府立福井高等学校
- 大阪府立茨木支援学校
- ほうせんか病院[5]
- 新屋坐天照御魂神社
- 忍頂寺